# Lobelia scaevolifolia
Lobelia scaevolifolia là loài thực vật có hoa trong họ Hoa chuông. Loài này được Roxb. mô tả khoa học đầu tiên năm 1816.